# NGC 1310
NGC 1310 је спирална галаксија у сазвежђу Пећ која се налази на NGC листи објеката дубоког неба.
Деклинација објекта је - 37° 6' 8" а ректасцензија 3h 21m 3,5s. Привидна величина (магнитуда) објекта NGC 1310 износи 12,1 а фотографска магнитуда 12,8. Налази се на удаљености од 19,900 милиона парсека од Сунца. NGC 1310 је још познат и под ознакама ESO 357-19, MCG -6-8-4, IRAS 03191-3716, FCC 13, PGC 12569.